# Sky Radio
Sky Radio A/S var en dansk radiostation fra 2001 - 2005. 
Den begyndte på en lokalradiofrekvens i Farum d. 15. marts 2001. Den danske udgave bar dog ikke præg af at være produceret i Danmark, da der i starten ikke var dansk musik eller danske jingler. Stationen var inden starten i Danmark særdeles velkendt, da mange danskere havde lyttet til den hollandske udgave på hybridnettet.
Sky Radio var desuden Danmarks første landsdækkende kommercielle radio-station. 
I 2003 købte den sendetilladelsen til den femte jordbaserede FM-radiokanal, også kaldet FM5, på en auktion for en årlig betaling på 54 mio. kr. i 8 år.
Trods en omfattende relancering i april 2005, der inkluderede værter på de fleste programmer, lykkedes det ikke at få den ønskede lyttertilgang, og i november 2005 besluttede Sky Radio at indstille sine udsendelser med meldingen om, at man var uenig med Radio- og tv-nævnet i den modtagede dækning, der ifølge Sky Radios målinger kun var på 63 pct. af landet mod de lovede 78 pct. Sky Radio sendte sin sidste udsendelse d. 14. november, dagen før betalingen for stationens år 3.
Udover at tilbagelevere sendetilladelsen besluttede Sky Radio at kræve en erstatning på 200-300 millioner kroner af staten, der på den anden side mere eller mindre fastholder sit krav om betaling for hele den otte-årige periode.
I pressen er der gået spekulationer på om det i virkeligheden var Sky Radios økonomiske og lyttermæssige situation, der fik dem til at stoppe udsendelserne. Efter lukningen viste en Gallup-måling ellers at det var lykkedes radiostationen at overtage Radio 100FMs plads som Danmarks største kommercielle radiostation i måneden inden.
Sky Radio A/S var ejet af den internationale mediekoncern News Corporation med den australske mediemorgul Rupert Murdoch i spidsen og blev sendt i et lignende format i Holland og Tyskland.

## Værter
- Claudia Bækhave
- Dan Rachlin
- Eddie Michel
- Jesper Bæhrenz
- Kathrine Milberg
- Marlene Steinhauer
- Mayianne Dinesen
- Mikkel Westerkam
- Nikolaj Vraa
- Peer Kaae
- Allan Kristensen
- Steen Bostrup[4]
- Thomas Høgh Henriksen
- Christian Gunbak Kjeldsen
- Hans Georg Møller
- Signe Krarup
- Lasse Roldkjær
- Tommy Riis